# Canon 12 de culasse modèle 1884
Die Canon 12 de culasse modèle 1884 war ein Festungsgeschütz der französischen Artillerie und noch während des Ersten Weltkrieges im Einsatz.

## Einsatz
Die Kanonen waren speziell zur Abwehr in Festungsgräben bestimmt und wurden auch nur hier verwendet. Sie standen in den Grabenstreichen oder Kaponnieren bzw. Kehlkoffern, von wo aus sie ihren Grabenabschnitt wirksam unter Feuer halten konnten.

## Beschreibung
Bei den Geschützen handelte es sich um die bronzenen Rohre der Feldgeschütze Canon de 12 mle 1853–1859. Die Rohre waren bereits 1859 als Vorderlader mit Zügen und Feldern versehen worden und wurden nun mit einem zylindrischen Drehkurbelverschluss ausgestattet.
Die Rohre waren auf eiserne Festungslafetten einfachster Art montiert, von denen die Modelle „affut 4 de casemate modèle 1868“ und „affut 5 et 7 de casemate modèle 1876“ vorhanden waren. Ein Seitenrichtbereich war für diese Kanonen ursprünglich nicht vorgesehen, da dieser von der Aufgabenstellung her auch nicht unbedingt nötig war. Es gab jedoch die Möglichkeit, die Lafette mit einem Balken seitlich etwas zu bewegen. Da es sich nicht um eine Pivotlafette handelte, war das mit einem nicht unerheblichen Kraftaufwand verbunden.
- Weitere Technische Angaben:

Rohrlänge = 191 cm
Gewicht in Feuerstellung = 1235 kg (Lafette „de 5“ und „de 7“)
Gewicht in Feuerstellung = 1140 kg (Lafette „de 4“)
Rohrgewicht = 610 kg
Lafettengewicht = 625 kg (Lafette „de 5“ und „de 7“)
Lafettengewicht = 530 kg (Lafette „de 4“)
Der Vorteil der Kanone war, dass sie nicht genug Wirkung entfaltete, um das Mauerwerk der eigenen Grabenwandungen zu beschädigen. Nachteil war die starke Rauchentwicklung und die damit verbundene Sichtbehinderung in den umkämpften Gräben sowie die unbefriedigende Feuerrate. Sie wurde durch die Revolverkanone ersetzt, der Austausch war jedoch bei Beginn des Ersten Weltkrieges noch nicht abgeschlossen – so fanden sich noch Exemplare in verschiedenen Forts.
(Ein Geschütz aus dem Fort de Vaux findet sich heute im Musée de l’Armée in Paris, ein weiteres an seinem ursprünglichen Standort im Fort d’Uxegney.)

## Munition
Es standen drei Munitionsarten zur Verfügung:
- Sprenggranate

Die Sprenggranate wog 11,22 Kilogramm, davon betrug die Sprengladung 500 Gramm Pulver vom Typ Mc 30. Sie war nicht mit Führungsringen ausgestattet, sondern noch nach dem alten System mit Bleinoppen, mit denen sie in den Zügen geführt wurde.
- Schrapnell

Das Schrapnell wog 1,7 Kilogramm. Im Inneren befanden sich eine kleine Sprengladung und 192 Kugeln.
- Kartätsche

Die Kartätsche wog 11,22 Kilogramm und bestand aus einem dünnen Blechkörper mit 192 Kugeln.